# Margot Zilch
Margot Zilch, född 1928, död 2019 var en psalmförfattare och låtskrivare i USA.

## Psalmer
- Min herde är Herren, min tillflykt.[2]

- A weary world is waiting (Til the world shall hear), publicerad 1961.[3]

- May I Never Lose The Wonder

- He Restoreth My Soul.[4]

- Han Vederkvicker Min Själ[5]

- Han Förbliver[6]

## Diskografi
- Faith Is A Song[7]